# Chaetedus plumalis
Chaetedus plumalis är en insektsart som beskrevs av Alan C. Eyles 1975. Chaetedus plumalis ingår i släktet Chaetedus och familjen ängsskinnbaggar. Inga underarter finns listade i Catalogue of Life.